# Physocephala claripennis
Physocephala claripennis är en tvåvingeart som beskrevs av Becker 1922. Physocephala claripennis ingår i släktet Physocephala och familjen stekelflugor.
Artens utbredningsområde är Sudan. Inga underarter finns listade i Catalogue of Life.